# Mardonio Carballo

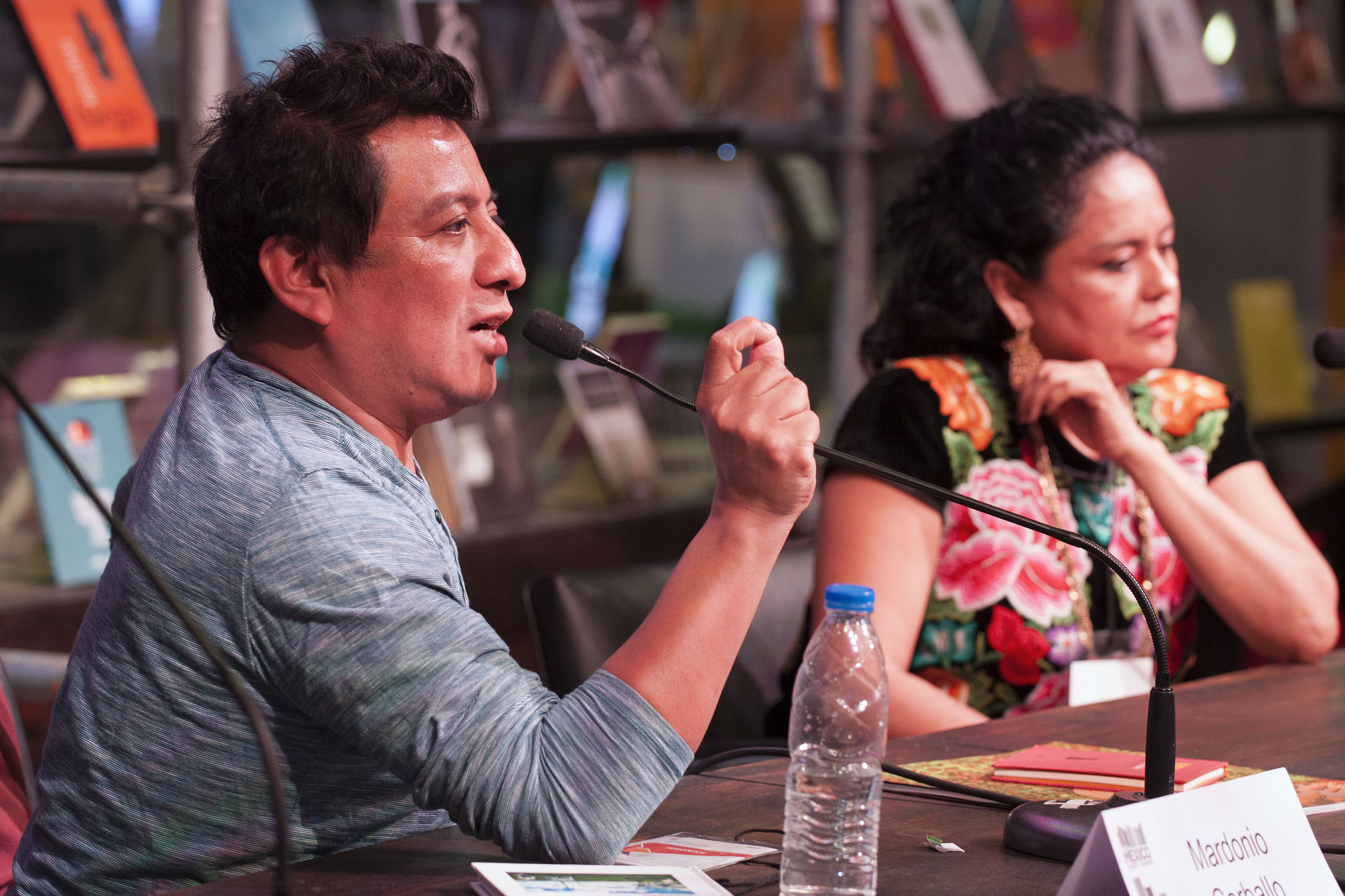
Mardonio Carballo en la Feria Internacional del Libro de Buenos Aires.

Mardonio Carballo es un poeta, actor, y periodista nahuahablante mexicano nacido en Chicontepec, Veracruz, el 24 de enero de 1974. Actualmente es colaborador semanal en el noticiario radiofónico Aristegui en Vivo (Grupo Radio Centro) con la sección Las Plumas de la Serpiente y conductor del programa de televisión La Raíz Doble  para Canal 22 (México), así como de la emisión radiofónica Xochikozkatl. Collar de Flores para Radio UNAM.
Fue titular de la Dirección General de Culturas Populares, Indígenas y Urbanas de la Secretaría de Cultura del Gobierno de México de diciembre de 2018 a diciembre de 2021.

## Biografía
Autodidacta, Medalla al Mérito Universidad Veracruzana (UV) —galardón otorgado a personalidades como la antropóloga y catedrática Marta Lamas; los escritores Sergio Pitol, Emilio Carballido y Carlos Monsiváis; el filósofo Luis Villoro; el compositor Arturo Márquez o el historiador Alfredo López Austin—; es escritor, poeta, periodista, editor de libros —mayoritariamente en lenguas indígenas—, asesor sobre temas indígenas para instancias nacionales e internacionales, productor de televisión, teatro y radio.
Como poeta ha editado varios títulos, siendo Xolo y Tlajpiajketl o La Canción del Maíz los más conocidos. Como periodista ha obtenido distintos premios, entre los que se encuentra el Premio Nacional de Periodismo otorgado por el Club de Periodistas de México, así como distintas menciones honoríficas en certámenes periodísticos de radio y televisión, destacando el Premio Nacional de Periodismo Gilberto Rincón Gallardo-Rostros de la Discriminación (2009 y 2011), que otorgan el Consejo Nacional para Prevenir la Discriminación (CONAPRED) y la Comisión de Derechos Humanos del Distrito Federal (CDHDF) en conjunto con la Fundación “Manuel Buendía” A. C.
Dentro de la vida política de México, y en complicidad de varios artistas, abogados y asociaciones civiles, logró modificar el Art. 230 de la Ley Federal de Telecomunicaciones y Radiodifusión (LFTyR), mediante un amparo otorgado por la Suprema Corte de Justicia de la Nación (SCJN) en el año 2016.
En septiembre de ese mismo año rindió protesta como diputado Constituyente y fue elegido presidente de la Comisión de Pueblos y Barrios Originarios y Comunidades Indígenas Residentes de la Asamblea Constituyente de la Ciudad de México —órgano encargado de la elaboración del articulado en temas indígenas dentro de la primera Constitución Política de dicha entidad—; cargos a los que renunció tras sufrir tratos discriminatorios dentro de la Asamblea Constituyente.
Ante estos hechos, y en un acto sin precedentes, Carballo logró una disculpa pública hacia su persona y consiguió la aprobación, por unanimidad política, del articulado realizado mientras encabezó dicha comisión.
Pese a que él no estampó su firma en la Carta Magna, este articulado aparece en la primera Constitución Política de la Ciudad de México.

## Obra literaria
- Tlajpiajketl o La Canción del Maíz (Conafe, 2015)

- Las Plumas de la Serpiente, recapitulación de crónicas poéticas en torno al México indígena contemporáneo. Con prólogo de Carmen Aristegui, epílogo de Ignacio Rodríguez Reyna y contraportada escrita por el Dr. Alfredo López Austin.[12] (Amoch Libros, 2013)
- Xantolo (Pluralia Ediciones, 2010)
- Insectario, poemínimos sobre insectos. ilustrado por Demián Flores, (La Duplicadora, 2017)
- Aves, poemínimos sobre aves ilustrado por Olivier Dautais. Colección Arbolada (Secretaría del Medio Ambiente de la Ciudad de México, 2015).
- Ahuehuete, poema épico ilustrado por Mauricio Gómez Morín. Colección Arbolada (Secretaría del Medio Ambiente de la Ciudad de México, 2015). Colección sobre árboles de la Ciudad de México.
- Las Horas Perdidas, libro.disco.DVD (Discos Intolerancia, 2014)
- Xolo, libro-disco, poesía en náhuatl y castellano con música de Juan Pablo Villa (Pluralia Ediciones, 2012).
- Piloe, Canciones para asustar (Pluralia, 2012)
- Viejos Poemas (Edición de autor 2006)

### Otras publicaciones
- Memorial del 68, varios autores, vol. II (Dirección de Literatura, UNAM, Ediciones especiales, 2018)
- Presentación-book del disco Mata de amores, de Los Cantores del Son (2017)
- Catálogo Flora, de Demián Flores (Casa Lamm, 2017)
- Flor del alba. Antología de haikú de Chiyo-ni. Traducción de Cristina Rascón (español) y Mardonio Carballo (náhuatl) e ilustraciones de Fabricio Vanden Broek. (El Dragón Rojo Archivado el 9 de noviembre de 2018 en Wayback Machine., 2017).
- Presentación-book del disco Canciones pa’ agarrar… el alma, de Regina Orozco (2016)
- El pozo de los ratones. Traducción náhuatl-español (texto original de Pascuala Corona, Fondo de Cultura Económica, 2016)
- Oaxaca, ciudades patrimonio en la voz de Eugenia León, (Municipio de Oaxaca, 2016)
- Catálogo Estucos, de Demián Flores. (Casa Lamm, 2016)
- Catálogo Recuerdos del mar, Gabriel Macotela (Galería Machado, 2016)
- Cuarta de forros del libro Después de la letra, la palabra, de Jorge Meléndez (Dirección de fomento editorial, BUAP, 2016)
- Presentación-book del disco Árbol de la Esperanza, La Manta (2015)
- Prólogo libro Miradas del arte, de Barry Domínguez (Universidad Autónoma de Campeche, 2016)
- Prólogo de Soledad.Piedra, novela de Edson Lechuga (Cal y Arena, 2015)
- Presentación-book del disco El sentimiento, Nostalgia Huasteca (Ediciones Pentagrama, 2013)
- Asimismo, sus poemas han sido publicados en el Reino Unido por el PEN CLUB INTERNATIONAL.

### Como editor
- Montar La Bestia. Es la reunión de casi una centena de artistas, siendo la mitad de ellos pintores, ilustradores; y poetas. Esta edición, auspiciada por el Museo Nacional del Ferrocarril (Puebla), Nauyaka Producciones y Ediciones, La Cebada A.C. y el colectivo Artistas Vs. La discriminación, reflexiona a través de la pintura y la poesía acerca del fenómeno migratorio al que conocemos como La Bestia. Artistas del pincel como Gabriel Macotela, Demián Flores y Mauricio Gómez Morín, se combinan con los versos de poetas de la talla de Francisco Hernández, Oscar Oliva, Luigi Amara, María Rivera o Ámbar Past, entre muchos otros, para mostrar al espectador la cruda realidad que día a día se vive en las entrañas del tren que cruza México en busca del sueño americano.
- Arbolada. Es una colección conformada por cinco libros pequeños en los cuales se hace una disertación lúdica acerca de los árboles más importantes de la Ciudad de México. Cuatro tomos están dedicados a distintos árboles: Jacarandas se combina con poesía; El Ahuahuete con la ilustración; Magnolias, con pinturas; Colorín con un recetario; y como una metáfora, coronando al árbol, se encuentra un pequeño libro dedicado a poesía sobre aves.
- Artistas Vs. La discriminación lingüística. Es una carpeta de grabados diseñada, impresa y vendida para hacer frente al art. 230 de la Ley Federal de Telecomunicaciones, que inhibía el uso de las lenguas indígenas en la radio mexicana. Fue con la venta de esta carpeta que se pagó a los abogados que ayudaron en la victoria de esta querella. Los artistas involucrados son Gustavo Monroy, Antonio Gritón, Jesús Miranda, Demián Flores y Gabriel Macotela.

#### Asesorías
- Parte del comité de selección de poetas y escritores para la Feria Internacional del Libro de Guadalajara, en el contexto del Encuentro de literaturas originarias de América (FIL Guadalajara) 2016.
- Tutor del programa Jóvenes Creadores del Fondo Nacional para la Cultura y las Artes (FONCA), en el rubro de escritores en lenguas indígenas (2017 y 2015).
- Proyectos especiales en temas indígenas, Secretaría de Cultura (2015-2016)

## Producciones

### Escénicas
•	Quién me quita lo cantado. Coplas de Mardonio Sinta
•	La Romería multicultural

### Televisivas
•	La raíz doble
•	…de Raíz Luna
•	No está chido discriminar
•	Tequio TV
•	Nuestra palabra favorita
•	Rostros y nombres

### Otras
•	En 2014 ofreció un recital en el Festival Las Lenguas de América Carlos Montemayor, quizá el festival de poesía más importante de México en lo que a lenguas indígenas se refiere.
•	En 2014 fue llamado a hacer la curaduría del Festival Estruendo Multilingüe en el Museo Universitario del Chopo, recinto de la Universidad Nacional Autónoma de México (UNAM).
•	 Como actor de cine ha sido dirigido por Ernesto Contreras (Sueño en otro idioma, 2017), Juan Carlos Rulfo (Serie documental sobre Juan Rulfo, 2017), Guita Schyfter (Huérfanos, 2012), Jorge Fons (El Atentado, 2010) y Salvador Aguirre (La Escondida, 2006).
•	Ha sido campeón del II Slam de Poesía organizado por la Alianza Francesa/México y el Zinco Jazz Club y campeón Nacional de México en Slam Poetry en el año 2007.
•	Forma parte del equipo de curadores del Festival Internacional de Poesía en Voz Alta de La Casa del Lago Juan José Arreola de la Universidad Nacional Autónoma de México (UNAM), desde su génesis.

## Colaboraciones musicales
Desde su poesía, Carballo ha colaborado con distintas personalidades de la música, destacando sus colaboraciones con Alejandro Sanz, Alonso Arreola y José María Arreola, Denise Gutiérrez (Hello Seahorse!), Eugenia León, Juan Pablo Villa, Lila Downs, Monocordio, Nostalgia Huasteca, Regina Orozco, San Pascualito Rey y Todd Clouser.
•	A+ C (Arreola + Carballo). Al lado de Alonso y José María Arreola, dos músicos virtuosos de la escena roquera mexicana con los que ha creado —paralelamente— el espectáculo de Spoken Word en náhuatl y castellano denominado A + C, con el cual han pisado los escenarios más importantes de México y el mundo, como el prestigioso WOMAD (World Of Music, Arts & Dance) Festival que organiza el músico Peter Gabriel en Londres, Inglaterra (2014) y el Festival Vive Latino 2013, en México.
•	 En 2017, luego de los sismos que azotaron diversos puntos de la República mexicana el 7 y 19 de septiembre de ese mismo año, Carballo colaboró junto a Denise Gutiérrez, Cecilia Toussaint, Jaime López, Alonso Arreola, entre otros, en la grabación del tema Hombro con hombro — compuesto, interpretado y musicalizado por Jaime López y producido por Alonso Arreola —,  que aparece dentro del disco Hay un nosotros , grabado con la finalidad de recaudar fondos por la reconstrucción de las zonas más afectadas.
•	 En 2018 es invitado por la agrupación mexicana Centavrvs, para colaborar desde su poesía y voz con el tema de introducción incluido en la segunda producción discográfica de larga duración de la banda, titulada Somos uno.
•	Xochipitzahuatl. Lila Downs - Mardonio Carballo; dentro del concierto a beneficio del Primer Encuentro Mundial de Poesía de los Pueblos Indígenas 2016.
•	En 2015, junto a Denise Gutiérrez y Alonso Arreola graba el tema homónimo incluido dentro del libro Tlajpiajketl o la Canción del Maíz.
•	En 2012, Carballo es invitado por el cantante español Alejandro Sanz a participar en la grabación del tema Camino a casa, incluido dentro del disco La Música no se toca.
•	En 2011 se presentó con el espectáculo Meia da Shonda (junto a Juan Pablo Villa, Francisco Bringas y Fernando Vigueras) en República Checa y Austria, siendo el prestigiado festival Glatt & Verkehrtque quien los recibió en suelo austriaco.
•	Al lado del músico mexicano Juan Pablo Villa, y como resultado de la publicación del libro Xolo, crea en conjunto un espectáculo poético-musical homónimo, mismo que ha sido presentado en diversos eventos culturales nacionales e internacionales como Out of Doors, en el Lincoln Center de Nueva York, Estados Unidos; así como el Centro Nacional de las Artes (Cenart), el escenario Rock & Libros del Festival Vive Latino 2014; La feria de las Calacas 2010, organizado por el Consejo Nacional para la Cultura y las Artes de México (Conaculta); el Festival Internacional Cultural de Metepec “Quimera 2010”, en el Estado de México; y el Festival Verano de la Poesía 2010 en la ciudad de Guadalajara, Jalisco.
•	Asimismo, en 2013 la banda de rock San Pascualito Rey también invitó a Mardonio a participar del décimo aniversario del disco Sufro, Sufro, Sufro, en el Lunario del Auditorio Nacional, con el tema Beso de Muerto.

## Carrera periodística
Como periodista y comunicador, Carballo se ha desempeñado en diversos medios como la radio, internet, televisión y prensa escrita. Desde el quehacer periodístico, es colaborador habitual de los noticiarios de Carmen Aristegui con Las Plumas de la Serpiente, espacio en donde, desde hace catorce años, da cuenta de la vitalidad de los pueblos indígenas de México.
Los medios de comunicación han sido su instrumento más valioso para mostrar el día a día de los pueblos del México de más antes: La Raíz Doble (antes ... de Raíz Luna) para Canal 22 México, y Xochikozkatl.CollardeFlores, para Radio UNAM, son claro ejemplo de ello.
En cuanto a medios escritos, ha colaborado para la Revista de la Universidad y Emeequis, así como para el periódico La Jornada y el sitio web Desinformémonos, entre otros.

## Premios y reconocimientos
•	Medalla al Mérito Universidad Veracruzana (2018).
•	Dos veces Premio Nacional de Periodismo (2009 y 2015 respectivamente), otorgado por el Club de Periodistas de México.
•	Mención Honorífica en el Premio Nacional de Periodismo Gilberto Rincón Gallardo-Rostros de la Discriminación (2009 y 2011, respectivamente).
•	Premio Pantalla de Cristal 2016 al Mejor Guion en Reportaje Noticioso y Mejor Reportaje Noticioso por el capítulo Esperanza en Derechos Humanos, de la serie La Raíz Doble.
•	Premio Pantalla de Cristal 2015 al Mejor Guion por el capítulo Esperanza verde, de la serie La Raíz Doble.
•	Durante 2008 …De Raíz Luna obtuvo el premio al Mejor Diseño de Arte dentro del Festival Pantalla de Cristal, que premia a la televisión y el cine mexicano.
•	Mención Honorífica en el Premio José Rovirosa-DOCSDF, al Mejor Documental Mexicano por …De Raíz Luna (2008).

## Otros reconocimientos
•	Ha sido reconocido por el Instituto Nacional de Lenguas Indígenas de México (INALI) en dos ocasiones como “referente fundamental en la difusión de las lenguas indígenas mexicanas en los medios de comunicación masivos”.
•	Durante 2010 dirigió la serie televisiva Rostros y Nombres para el Instituto Nacional de Lenguas Indígenas de México (INALI).
•	En 2012 fue jurado del Premio Nezahualcóyotl de Literatura y del Fondo Nacional para la Cultura y las Artes (FONCA), para dictaminar a nuevos escritores en lenguas indígenas de México.
•	En 2011 formó parte del jurado del Premio Nacional de Ciencias y Artes en el rubro de Literatura y lingüística.

## Amparo a Ley Telecom
El artículo 230 de la Ley Federal de Telecomunicaciones y Radiodifusión (LFTyR o Ley Telecom) inhibe el uso de las lenguas indígenas en los medios de comunicación masivos; su publicación en el Diario Oficial de la Federación, el 14 de julio de 2014, establece lo siguiente:
Artículo 230. En sus transmisiones, las estaciones radiodifusoras de los concesionarios deberán hacer uso del idioma nacional. Lo anterior, sin perjuicio de que adicionalmente las concesiones de uso social indígena hagan uso de la lengua del pueblo originario que corresponda.
Este despropósito también se podría explicar de otra manera: ningún punto del espacio radioeléctrico que se encuentre ajeno al apellido indígena puede transmitir las lenguas de estos pueblos.

Se infiere que la expresión «idioma nacional», en singular, se refiere al español. El hecho de que el artículo señale que «adicionalmente» las concesionarias de uso social indígena podrán usar la lengua indígena del pueblo originario que corresponda implica que en la expresión «idioma nacional» no se incluye a las lenguas del México de más antes, y deja en claro que, para el Congreso de la Unión, ese es el idioma nacional.
Fue bajo esta alarma que el también impulsor del uso de las lenguas originarias en los medios de comunicación masivos se puso en alerta, e interpuso una demanda de amparo contra este artículo para proteger su derecho individual —como escritor, poeta y periodista indígena, hablante del náhuatl— de poder expresarse en su lengua en cualquier radiodifusora, así como para proteger el derecho colectivo de los pueblos y comunidades indígenas para expresarse a través del espacio radioeléctrico mexicano y no únicamente en aquellas que sean concesionarias de uso social indígena.
Ante esto, en enero de 2016, la Suprema Corte de Justicia de la Nación declaró como inconstitucional el uso exclusivo o preferente del idioma español en las concesiones de radiodifusoras, tal como lo indicaba el citado artículo y ampara a Mardonio Carballo indicando el trato discriminatorio de este artículo hacia las lenguas indígenas.

## Incursión en la vida política
Además de realizar labor como activista, Carballo también ha incursionado dentro de la vida política de México.
En 2016 fue invitado como candidato externo por parte del Movimiento Regeneración Nacional (Morena), para formar parte de su planilla de candidatos a la Asamblea Constituyente de la Ciudad de México.
En septiembre de ese mismo año rindió protesta como diputado Constituyente, quedando al frente de la Comisión de Pueblos y Barrios Originarios y Comunidades Indígenas Residentes. No exento de polémica, Carballo desempeñó su cargo como constituyente y presidente de la comisión hasta el 14 de diciembre de 2016, fecha en que solicitó licencia a la mesa directiva del organismo — encabezada por Alejandro Encinas — para dejar el cargo tras denunciar actos de discriminación y racismo hacia su persona dentro de la Asamblea; así como cuotas partidistas dentro de la misma.
En un acto sin precedentes, tras estos hechos logró una disculpa pública por parte de la junta directiva de la Comisión de Pueblos y Barrios Originarios y Comunidades Indígenas Residentes del organismo; en tanto, el articulado realizado mientras presidió dicho organismo, fue aprobado por la comisión para ser llevado al pleno y posteriormente votado por unanimidad por sus miembros. Pese a que Carballo no estampó su firma en la constitución, este articulado aparece finalmente en la primera Carta Magna de la Ciudad de México.